# Rua de D. Hugo
A Rua de D. Hugo é um arruamento na freguesia da Sé da cidade do Porto, em Portugal.

## Pontos de interesse
- Arqueossítio da Rua de D. Hugo[2]
- Casa-Museu Guerra Junqueiro.